# Isère
Isère je řeka v jihovýchodní Francii (Rhône Alpes). Délka jejího toku činí 290 km. Plocha jejího povodí měří 11 800 km².

## Průběh toku
Pramení v Grajských Alpách v Savojsku u hranice s Itálií. V hluboké dolině protéká Savojské Alpy. Severně od města Valence se vlévá zleva do Rhôny.

## Přítoky
Arly, Arc, Drac

## Vodní režim
Hlavním zdrojem vody jsou sněhové srážky. Průměrný průtok vody činí přibližně 330 m³/s. Na jaře a v létě dochází k povodním.

## Využití
V povodí řeky byly zprovozněny vodní elektrárny a vybudovány přehradní nádrže, např. na horním toku Tignes. Na dolním toku slouží k zavlažování a vodní dopravě. Protéká mj. Albertville a Grenoble. Na horním toku je centrum zimních sportů a turistiky.